# Дом «У Золотого рога»
Дом «У Золотого рога» (чеш. Dům U Zlatého rohu) — историческое здание в Праге, находится в Старом городе на Малой площади, 10. Расположен между домами «У Минуты» и «У Золотой двойки». Охраняется как памятник культуры Чешской Республики.
В средние века на месте современного здания стояли два дома, первое упоминание о доме севернее относится к 1404 году, от него сохранились только погреб и части стен. В 1623 году дома были объединены, получившееся здание расширено и значительно перестроено в стиле позднего ренессанса. Ян Доминик де Барифис, предполагаемый строитель Евангелической церкви Спасителя, считался строителем из-за сходства некоторых деталей здания с этой церковью. Дом четырёхэтажный. В 1-й половине 18 века фасад здания был перестроен в стиле барокко, а в 1801 году — в стиле классицизма.
В настоящее время в доме размещается Скаутский институт.